# Kampot (Stadt)
Kampot (Khmer: កំពត, Umschrift: Kâmpôt, IPA: [kɑmpot]) ist die Hauptstadt der gleichnamigen kambodschanischen Provinz. Im Jahre 2008 hatte sie 48.310 Einwohner.

## Lage und Geografie
Die Stadt Kampot liegt am Fluss Preaek Tuek Chhu (auch Preaek Thom River genannt) im Süden des Landes, ungefähr 30 km von der vietnamesischen Grenze entfernt. Mit dem Golf von Siam ist sie durch das 5 km lange versandete Delta des Preaek Tuek Chhu verbunden. Wenige Kilometer nordwestlich liegen die südlichen Ausläufer der Elefantenberge mit dem Bokor-Nationalpark, welcher auch als "Phnom Bokor National Park" oder "Preah Monivong National Park" bekannt ist.

## Verkehr
Der Nationalhighway 3 verbindet Kampot mit Phnom Penh und weiter über den Nationalhighway 4 mit Sihanoukville. Die Nationalroad 33 führt von Kampot zum internationalen Grenzübergang Hà Tiên nach Vietnam.
Im Norden liegt der Flughafen Kampot (IATA-Code KMT), welcher jedoch derzeit nicht angeflogen wird. Der Bahnverkehr nach Phnom Penh wurde wieder aufgenommen. An Wochenenden und Feiertagen verkehren mehrere Personenzüge, die auch PKW laden können.
Der öffentliche Verkehr wird über Sammeltaxis und Fernbusse abgewickelt.

## Wirtschaft

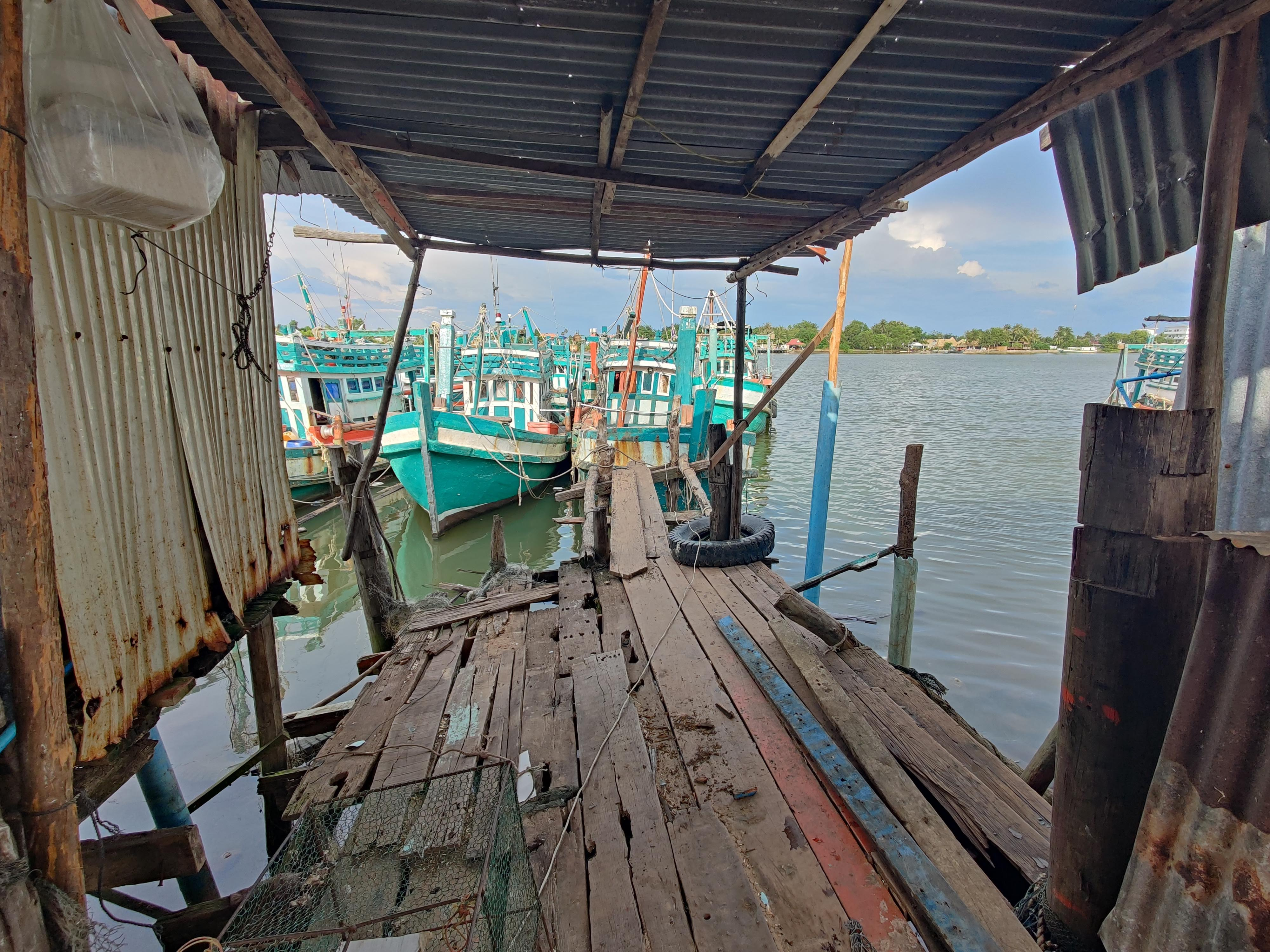
Fischerboot in Kampot

Die Umgebung Kampots ist bekannt für die Produktion des besten Pfeffers der Region. Daneben gilt die Gegend als Hauptproduzent von Durian. Andere landwirtschaftliche Erzeugnisse sind Reis, Rambutan, Grapefruit, Ananas und Mangostane.
Die Stadt besitzt einen Fischereihafen. Der einstige Handelshafen besitzt keine Bedeutung mehr.
Im Osten der Stadt liegen ausgedehnte Meerwassersalinen zur Gewinnung von Meersalz.

## Sehenswürdigkeiten

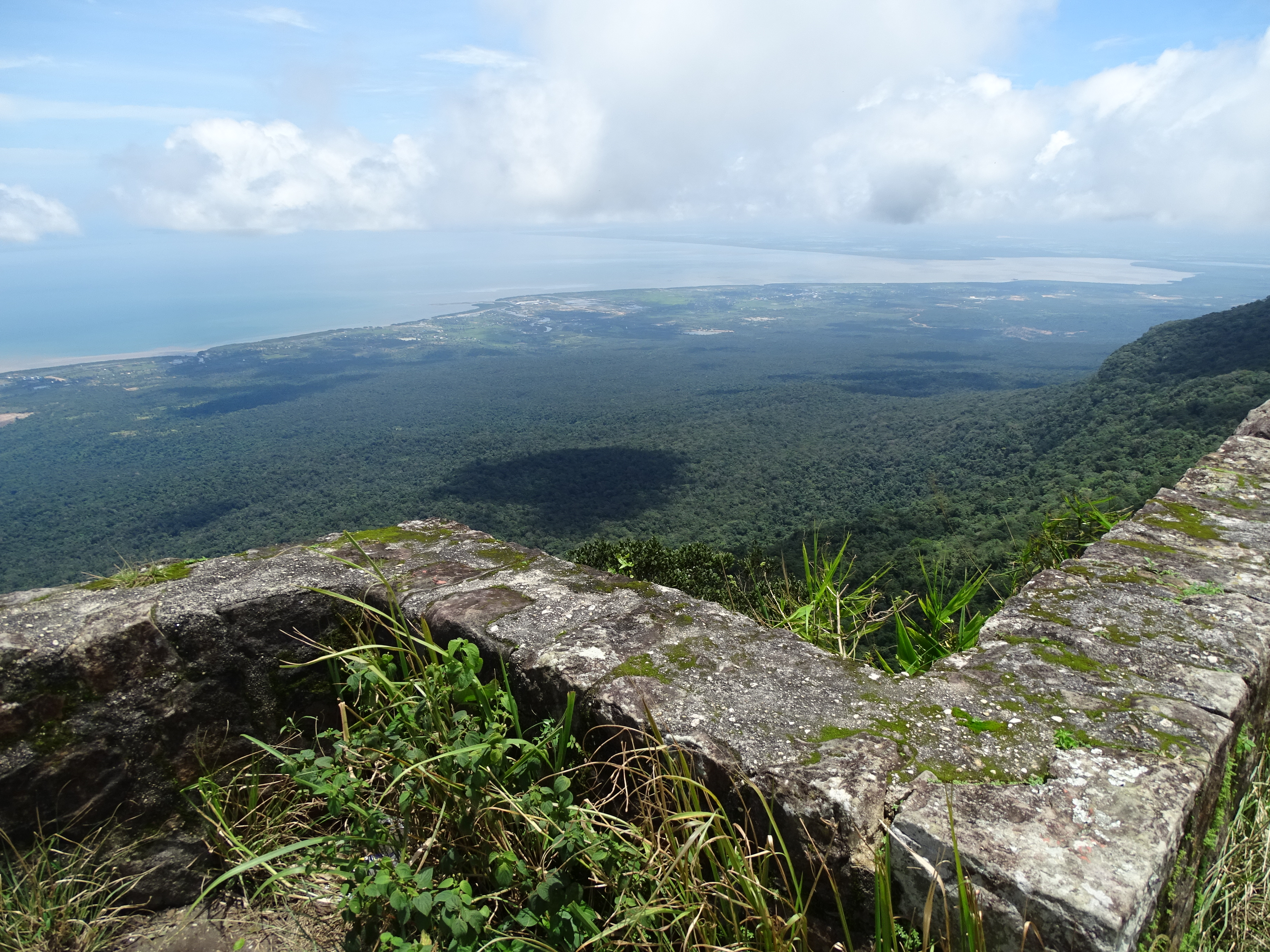
Ausblick von der Bokor Hill Station

Kampot wird von Touristen wegen seiner Lage in einer der schönsten Landschaften Kambodschas und wegen seines kolonialen Charmes geschätzt. Neben den Bergen des Bokor-Nationalparks und der Bokor Hill Station sind die ländliche Umgebung mit ihren Karstbergen und Höhlen sowie das nahegelegene einstige Seebad Kep sehenswert. Die Stadt verfügt außerdem über einen Zoologischen Garten.

### "Secret Lake" (kambodschanisch: Brateak Kola)

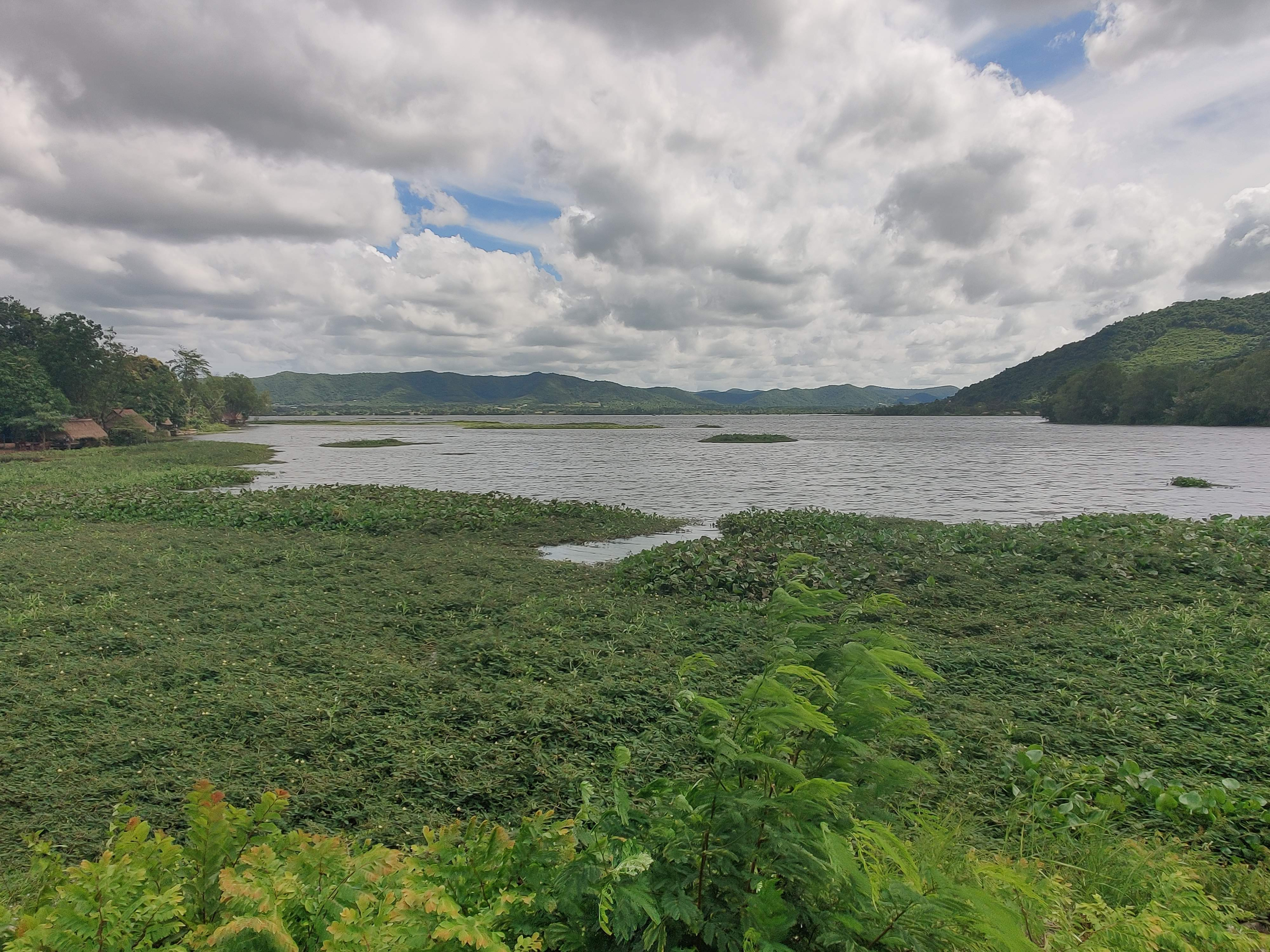
Blick über den See im November 2023

Der Brateak Krola Lake ist ein Stausee in der Nähe von Kampot. Der See liegt ca. 10 km östlich der Stadt. An seinem Ufer gibt es zahlreiche Pfefferplantagen sowie Restaurants und Cafés. Es ist eine der Touristenattraktionen der Gegend. Der Stausee wurde während des Regimes der Khmer Rouge gebaut, um die Reisfelder in der Gegend zu bewässern.